# Amorphophallus taurostigma
Amorphophallus taurostigma là một loài thực vật có hoa trong họ Ráy (Araceae). Loài này được Ittenbach, Hett. & Bogner mô tả khoa học đầu tiên năm 1999.